# Сушки (Каменецкий район)
Сушки (бел. Сушкі) — деревня в Каменецком районе Брестской области Белоруссии. Входит в состав Верховичского сельсовета. Население — 21 человек (2019).

## География
Сушки находятся в 14 км к северо-востоку от города Высокое и в 20 км к северо-западу от города Каменец. В 12 км к северо-западу проходит граница с Польшей. Местность принадлежит бассейну Вислы, вокруг деревни — сеть мелиоративных каналов со стоком в реку Лесная. Местные дороги ведут в окрестные деревни Верховичи, Ясиновка и Лисовчицы.

## История
Впервые упоминается в XVI веке как селение Сушково Берестейского повета Берестейского воеводства Великого княжества Литовского.
После третьего раздела Речи Посполитой (1795) Сушки в составе Российской империи, принадлежали Брестскому уезду Гродненской губернии.
В конце XIX — начале XX века имение было в собственности графини Марии Пусловской. Согласно переписи 1897 года деревня насчитывала 100 жителей, действовала кузница. На рубеже столетий Пусловские построили здесь усадьбу, включавшую усадебный дом, амбар, мельницу и хозпостройки. Из всех строений до нашего времени уцелел только амбар.
Согласно Рижскому мирному договору (1921) деревня вошла в состав межвоенной Польши, где принадлежала Брестскому повету Полесского воеводства. В 1930-е годы покинутое здание усадебного дома было разобрано, на его месте построено здание школы сохранившееся до наших дней. С 1939 года Сушки в составе БССР.

## Достопримечательности
- От усадьбы Пусловских сохранились только амбар и фрагменты парка (конец XIX — начало XX века)[4].
- Здание школы (1930-е годы). Построено на месте бывшего усадебного дома[4].